# كريس كولمان (سياسي)
كريس كولمان (بالإنجليزية: Chris Coleman)‏ هو سياسي أمريكي، ولد في 1 سبتمبر 1961 في الولايات المتحدة. حزبياً، نشط في حزب العمال المزارعين الديمقراطيين في مينيسوتا والحزب الديمقراطي. انتخب Mayor of Saint Paul, Minnesota ‏.